# Чарльз Екерлі
Чарльз Едвін «Чарлі» Екерлі (англ. Charles Edwin "Charley" Ackerly; 3 січня 1898 — 16 серпня 1982) — американський борець, переможець літніх Олімпійських ігор 1920 року.

## Біографія
Закінчив у 1920 році Корнелльський університет, де брав участь у боротьбі за велику червону команду з боротьби в Корнелі під керівництвом тренера Вальтера О'Коннелла. Акерлі також був членом братства Kappa Delta Rho та Товариства голови Сфінкса.
Брав участь у Сполучених Штатах на літніх Олімпійських іграх 1920 року, що проходили в Антверпені (Бельгія) у напівлегкій вазі у вільному стилі, виграв золоту медаль.
Екерлі знаходиться у двох «Залах Слави», введених в Зал Слави Фонду Хелмса в 1960 році та Зал Слави Корнелла в 1981 році.

## Родина
Брат — Роберт Сондерс Акерлі. Сестра — Едіт Екерлі.